# الغارات الجوية الإسرائيلية في سوريا ولبنان 1972
قصفت طائرات إسرائيلية يوم 8 سبتمبر 1972 عشر قواعد تابعة لمنظمة التحرير الفلسطينية في سوريا ولبنان كرد على عملية ميونيخ. تصل أعداد ضحاية الغارات إلى 200 قتيل في صفوف الفدائيين والمدنيين.
توغلت الطائرات الحربية الإسرائيلية مسافة 4 أميال من دمشق. عادت الطائرات بدون أي خطر بعد أن استهدفت سبع مناطق في سوريا هي برج إسلام، وجبلة، وميناء طرطوس، بالإضافة إلى سحم الجولان، والمزيريب، وداعل والسويداء وثلاثة قرى في لبنان.